# Michael Hordern
Michael Hordern, né le 3 octobre 1911 à Berkhamsted (Royaume-Uni) et mort le 2 mai 1995 à Oxford (Royaume-Uni), est un acteur britannique.

## Filmographie

### Cinéma
- 1938 : Les Aventures de Robin des Bois (The Adventures of Robin Hood) de Michael Curtiz et William Keighley : Norman thug
- 1939 : A Girl Must Live
- 1940 : Le Dernier Témoin (Girl in the News) : Assistant Prosecuting Counsel
- 1946 : The Years Between (en)
- 1946 : A Girl in a Million (en) : Divorce Counsel
- 1946 : School for Secrets : Lt. Cmdr. Lowther
- 1947 : Mon propre bourreau (Mine Own)
- 1947 : Le Mort accuse (en) (Night Beat)
- 1948 : Heures d'angoise (en) (The Small Voice)
- 1948 : Le Mystère du camp 27 (Portrait from Life)
- 1948 : Third Time Lucky (en) : Doctor
- 1948 : Les Ailes brulées (en) (Good Time Girl) : Seddon
- 1949 : Égarements (The Astonished Heart) : Ernest
- 1949 : Passeport pour Pimlico (Passport to Pimlico) : inspecteur Bashford
- 1949 : Le Train du destin (Train of Events) : Plainclothesman (segment The Actor)
- 1950 : Mission dangereuse (Highly Dangerous) : Lab Director Owens
- 1950 : Trio : Vicar (in segment The Verger)
- 1951 : Flesh & Blood (en) : Webster
- 1951 : La Boîte magique (The Magic Box) : Official Receiver
- 1951 : Tom Brown's Schooldays : Wilkes
- 1951 : Scrooge : Jacob Marley / Marley's Ghost
- 1952 : Robin des Bois et ses joyeux compagnons (The Story of Robin Hood and His Merrie Men) de Ken Annakin : Scathelock
- 1952 : Trois Dames et un as (The Card) : Bank Manager
- 1952 : The Hour of 13 (en) : Sir Francis Frensham
- 1953 : Au coin de la rue (Street Corner) : dét. insp. Heron
- 1953 : Le Fond du problème (The Heart of the Matter) : Commissioner
- 1953 : Une affaire troublante (Personal Affair) : Headmaster
- 1954 : The Beachcomber (en) : The Headman
- 1954 : Le Prisonnier du harem (You Know What Sailors Are) : Captain Hamilton
- 1954 : Grand National Night (en) : insp. Ayling
- 1954 : Le Cargo de la drogue (Forbidden Cargo) : Director of Customs
- 1955 : La Nuit où mon destin s'est joué (The Night My Number Came Up) : Commander Lindsay
- 1955 : Un mari presque fidèle (The Constant Husband) : juge
- 1955 : L'Armure noire (The Dark Avenger) de Henry Levin : King Edward
- 1955 : Les Quatre Plumes blanches (Storm Over the Nile) : général Faversham
- 1956 : Le Bébé et le Cuirassé (The Baby and the Battleship) : Capt. Hugh
- 1956 : Alexandre le Grand (Alexander the Great) : Démosthène
- 1956 : L'Homme qui n'a jamais existé (The Man Who Never Was) : gén. Coburn
- 1956 : Pacific Destiny (en) : Resident Commissioner
- 1957 : No Time for Tears (en)
- 1957 : Le Jardinier espagnol (The Spanish Gardener) : Harrington Brande
- 1957 : Alerte en Extrême-Orient (Windom's Way) : Patterson
- 1958 : Girls at Sea (en) : Adm. Reginald Victor Hewitt
- 1958 : Contre-espionnage à Gibraltar (I Was Monty's Double) : « Rusty », gouverneur général de Gibraltar
- 1958 : The Spaniard's Curse (en) : juge Manton
- 1958 : L'Affaire Dreyfus : Prosecutor, second Dreyfus trial
- 1960 : Passeport pour la Lune (Man in the Moon) : Dr Davidson
- 1960 : Coulez le Bismarck ! (Sink the Bismarck!) : Admiral Sir John Tovey CIC Home Fleet on 'King George V'
- 1960 : Mission dangereuse (Moment of Danger) : inspecteur Farrell
- 1961 : Le Cid (El Cid) : Don Diego
- 1963 : Cléopâtre (Cleopatra) : Cicéron
- 1963 : Hôtel international (The V.I.P.s) : Airport Director
- 1964 : La Rolls-Royce jaune (The Yellow Rolls-Royce) : Harnsworth
- 1965 : Genghis Khan : Geen
- 1965 : L'Espion qui venait du froid (The Spy Who Came In from the Cold) : Ashe
- 1966 : L'Ombre d'un géant (Cast a Giant Shadow), de Melville Shavelson : ambassadeur britannique
- 1966 : Khartoum : Lord Granville
- 1966 : Le Forum en folie (A Funny Thing Happened on the Way to the Forum) : Senex
- 1967 : La Mégère apprivoisée (The Taming of the Shrew) : Baptista
- 1967 : Scotland Yard au parfum (en) (The Jokers) : Sir Matthew
- 1967 : Comment j'ai gagné la guerre (How I Won the War), de Richard Lester : Grapple
- 1967 : Qu'arrivera-t-il après ? : directeur de l'école
- 1968 : Prudence et La Pilule (Prudence and the Pill) : Dr Morley
- 1968 : Quand les aigles attaquent (Where Eagles Dare) : Adm. Rolland
- 1969 : Some Will, Some Won't (en) : Denniston Russell
- 1969 : L'Ultime Garçonnière (The Bed Sitting Room) de Richard Lester : Bules Martin
- 1969 : Anne des mille jours (Anne of the Thousand Days) : Thomas Boleyn
- 1970 : Futtocks End (en) : The Butler
- 1971 : Girl Stroke Boy (en) : George Mason
- 1971 : Up Pompeii (en) : Ludicrus Sextus
- 1971 : A Christmas Carol : Marley's Ghost (voix)
- 1972 : Possession meurtrière (The Possession of Joel Delaney) : Dr Justin Lorenz
- 1972 : Le Joueur de flûte (The Pied Piper) : Melius, Alchemist
- 1972 : Les Démons de l'esprit (Demons of the Mind) : le prêtre
- 1972 : Alice au pays des merveilles : Mock Turtle
- 1973 : Théâtre de sang (Theatre of Blood) : George Maxwell
- 1973 : Le Piège (The MacKintosh Man) : Brown
- 1973 : Les Rapaces du Troisième Reich (England Made Me) : F. Minty
- 1974 : Terreur sur le Britannic (Juggernaut) : Mr. Baker
- 1975 : Le Magasin d'antiquités (en) (The Old Curiosity Shop) : Grandfather / Edward Trent
- 1975 : Le Froussard héroïque (Royal Flash) : Headmaster
- 1975 : Barry Lyndon : narrateur (voix off)
- 1975 : Les Aventuriers du Lucky Lady (Lucky Lady), de Stanley Donen : cap. Rockwell
- 1976 : The Slipper and the Rose : King
- 1977 : Joseph Andrews de Tony Richardson : Parson Adams
- 1978 : La Folle Escapade (Watership Down) : Frith (voix)
- 1978 : La Grande menace (The Medusa Touch) : Atropos
- 1980 : The Wildcats of St. Trinian's (en) : Sir Charles Hackforth
- 1982 : Drôle de missionnaire (The Missionary) : Slatterthwaite / narrateur
- 1982 : Gandhi : Sir George Hodge
- 1983 : Barbe d'or et les Pirates (Yellowbeard) : Dr Gilpin
- 1985 : Le Secret de la pyramide (Young Sherlock Holmes) : Older Watson (voix)
- 1986 : Lady Jane : docteur Feckenham
- 1986 : Labyrinth : The Wiseman (voix)
- 1987 : Comrades : Mr. Pitt
- 1987 : The Trouble with Spies (en) : Jason Locke
- 1989 : Diamond Skulls : Lord Crewne
- 1990 : The Fool : Mr. Tatham
- 1992 : Now Voyager (vidéo) : Old man
- 1992 : Freddie, agent secret : King (voix)

### Télévision
- 1946 : Morning Departure : Commandant Gates
- 1947 : Rebecca (TV) : Maxim de Winter
- 1950 : Adventure Story (TV)
- 1950-1959 : Sunday Night Theatre (en) (TV) : Shylock (12 épisodes)
- 1959 : The Play of the Week (en) (TV)
- 1960 : Without the Grail (TV)
- 1960 : Macbeth de George Schaefer (TV) : Banquo
- 1964 : L'Épouvantail (The Scarecrow of Romney Marsh) (TV) : Squire Banks
- 1965 : Land of My Dreams (TV)
- 1966 : Lamp at Midnight (TV) : pape Urbain VIII
- 1966 : Nelson: A Study in Miniature (TV) : Lord Minto
- 1966 : On the Margin (série télévisée)
- 1967 : The Chemistry of Love (TV)
- 1974 : La Chute des aigles ("Fall of Eagles") (feuilleton TV) : Narrator
- 1974 : Cakes and Ale (feuilleton TV)
- 1975 : Paddington (série télévisée) : Narrator / Voices
- 1975 : Edward the King (feuilleton TV) : W. E. Gladstone
- 1977 : A Christmas Carol (TV) : Ebenezer Scrooge
- 1978 : Romeo and Juliet (TV) : Capulet
- 1978 : The Talking Parcel (TV) : Oswald, the Sea Serpent (voix)
- 1979 : Knossos, the lost capital of Atlantis (TV) : narrateur
- 1980 : The Tempest (TV) : Prospero
- 1980 : Gauguin the Savage (TV) : Durand-Huel
- 1980 : Shogun (feuilleton TV) : Friar Domingo
- 1981 : Le Seigneur des anneaux (radio) : Gandalf
- 1981 : The History Man (TV) : prof. Marvin
- 1981 : All's Well That Ends Well (TV) : Lafeu
- 1982 : Ivanhoe (en) (TV) : Cedric
- 1982 : Oliver Twist (TV) : Mr. Brownlow
- 1982 : King Lear (TV) : King Lear
- 1982 : Cymbeline (TV) : Jupiter
- 1983 : Le Vent dans les saules (The Wind in the Willows) : Blaireau (Badger) (voix)
- 1984 : The Zany Adventures of Robin Hood (TV)
- 1986 : Paradise Postponed (feuilleton TV) : rév. Simeon Simcox
- 1987 : Suspicion (TV) : Lord McLaidlaw
- 1987 : Scoop (en) (TV) : oncle Theodore
- 1987 : The Secret World of Polly Flynt (TV) : narrateur
- 1987 : The Secret Garden (TV) : Ben Weatherstaff
- 1988 : The Dog It Was That Died (TV) : George
- 1989 : Ending Up (TV) : George
- 1989 : Danny the Champion of the World (TV) : Lord Claybury
- 1990 : The Green Man (TV) : Gramps
- 1992 : Truckers (série télévisée) : The Abbot (voix)
- 1992 : Memento Mori (TV) : Godfrey Colston
- 1994 : Middlemarch (feuilleton TV) : Peter Featherstone